# Clubino
Il Clubino (talvolta anche definito "Clubino Dadi") è un club per gentiluomini di Milano.

## Storia
Il circolo fu fondato nel 1901 come "New Club", italianizzato in Nuovo Circolo, poi diventato Clubino, da una scissione del Circolo dell'Unione antico ritrovo dell'aristocrazia e della borghesia milanese.
Il circolo è stato fortemente voluto dalla classe dirigente milanese. I principali promotori del sodalizio furono l'ingegner Giulio Ceretti, il cavalier Gerardo Maino e l'ingegner Carlo Vogel.
Ebbe sede nel suo primo anno di vita presso la ex Fiaschetteria Toscana in Via Berchet.
Nel 1902 la sede fu in Via Ugo Foscolo 3, in eleganti sale che davano sulla Galleria Vittorio Emanuele, poste sopra il Ristorante Biffi.
Il nome fu italianizzato durante l'epoca fascista in "Nuovo Club", fino all'attuale denominazione.
Dal 1928 il circolo acquistò la Casa degli Omenoni, che da allora è la sede di questo, che viene considerato tra i  club per gentiluomini più esclusivi d'Italia, e annovera tra i suoi soci famiglie aristocratiche e della borghesia non solo Milanese ma anche di altre città italiane, in quanto, per sua scelta, il Clubino non ammette reciprocità con altri circoli in Italia a esclusione del Circolo degli Scacchi di Roma e del Circolo del Whist di Torino.
La sua frequentazione è dunque permessa solo ai suoi soci e ai soci dei circoli esteri con i quali ha rapporti di reciprocità (tra i quali il Knickerbocker di New York, il Boodle's di Londra, il Nouveau Cercle de l'Union e il Travellers di Parigi).
Da oltre trent'anni presso detto circolo,  ha sede l'Unione dei Circoli Italiani UCI della quale fanno parte 18 dei più importanti circoli Italiani.

## Sede
Il Clubino ha sede presso il palazzo, risalente alla seconda metà del XVI secolo, noto come la Casa degli Omenoni. Esso si trova in Via Omenoni, nel centro di Milano.
Il nome del palazzo deriva dagli otto telamoni (od Omoni), che caratterizzano la facciata, realizzati da Antonio Abondio.

## Attività
Il circolo conta di media 600 soci, ed è fornito di camere per i soci esteri che soggiornano a Milano.